# 1838 – 1938
„1838 – 1938. Възпоменателен лист по случай сто години от откриването на първата българска печатница в Солун“ с подзаглавие Издание на Солунското, Дойранското и Тиквешкото благотворително братство е български вестник, излязъл в София, България, в единствен брой на Коледа, 25 декември 1938 година.
Редактор е Георги Кулишев. Печата се в печатница „Право“ в София тираж от 4000 броя. Посветен е на историята на българското печатарство. Сред авторите са Тодор Д. Плочев, Йордан Бадев, Никола Стоянов, Димитър Михайлов, Тодор Попантов, Христо Попантов, Ангел Каралийчев, Стилиян Чилингиров, Васил Сеизов.